# 麥難民

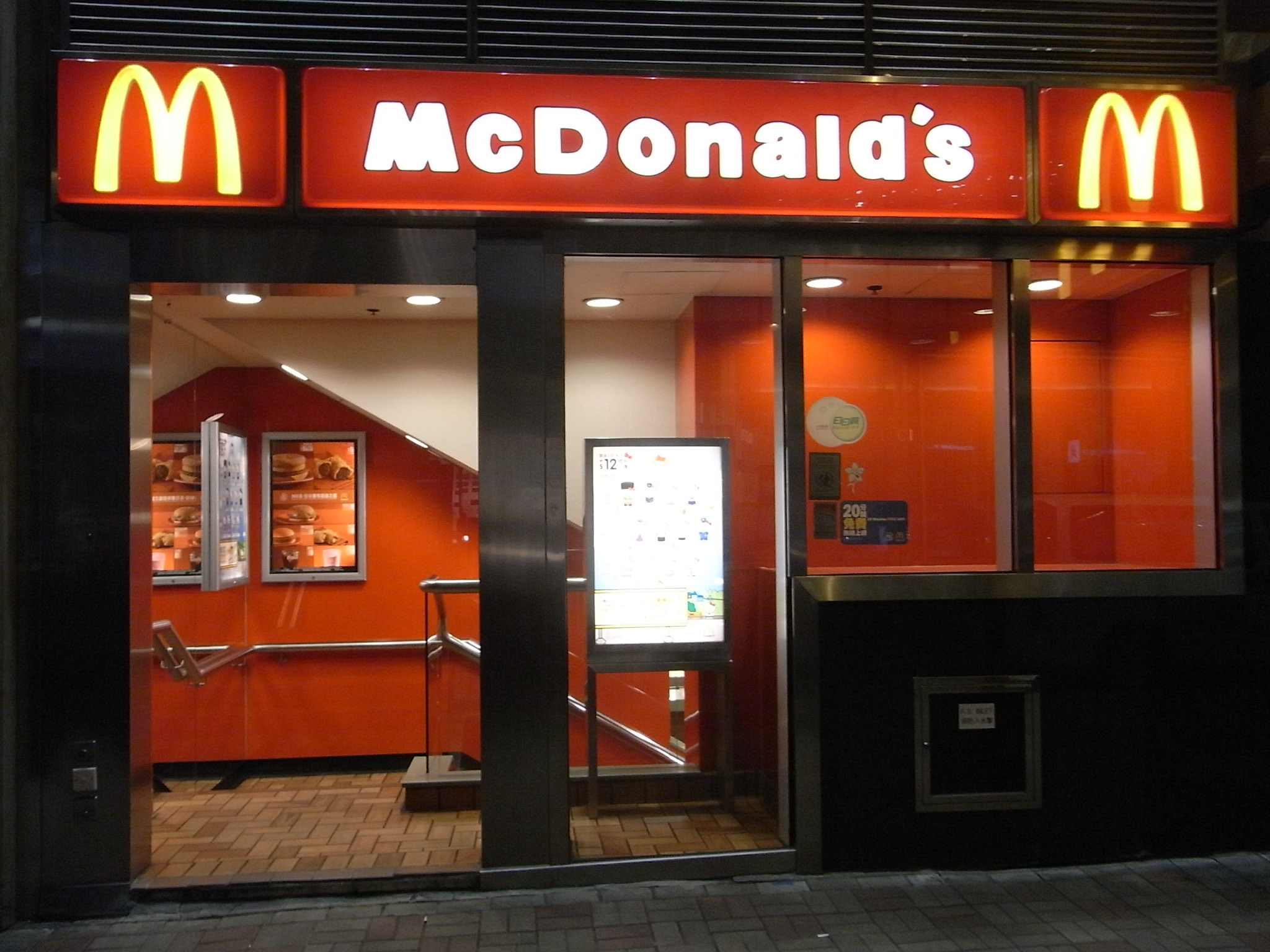
夜間的24小時麥當勞

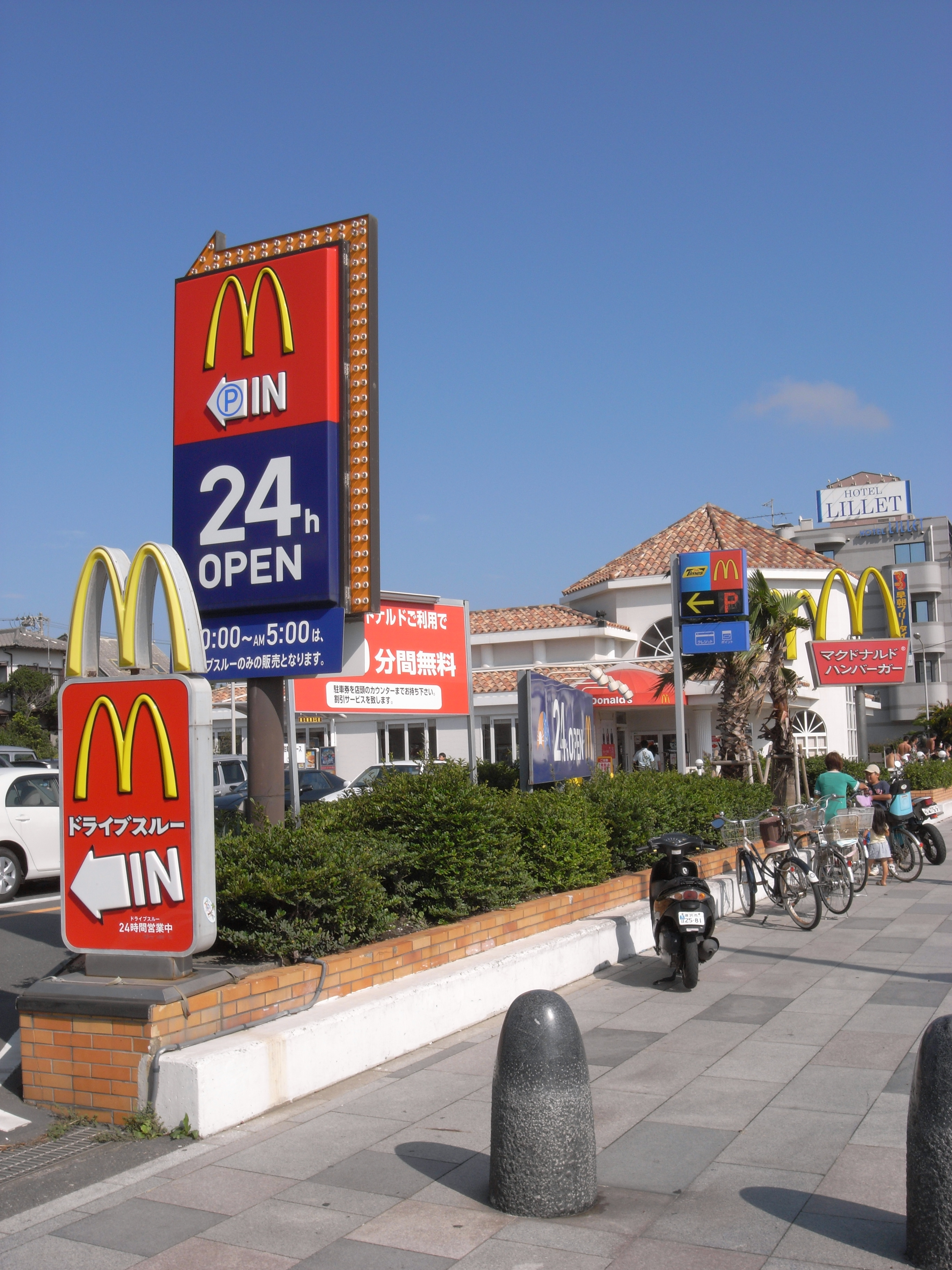

麥難民（日语：マック難民），又稱M難民，是指一些無法負擔房屋租金而被迫寄居於一些24小時營業快餐店內的人士。「麥」是指麥當勞，這些人經常於24小時營業的麥當勞餐廳內寄居。

## 背景
在更倾向传统饮食文化的东亚地区，以快速提供食物聞名的美式快餐店似乎并没有优势。然而，美式快餐店為了能夠打入亞洲市場，於是實施了有別于欧美市场的运作模式，主动把快餐店打造成供顾客休闲的空间，在欧美人看来，設置於亚洲的美式快餐店更像是一杯饮料能坐一天的休闲咖啡馆。
在空间消费策略下，美式快餐店迅速佔领亚洲市场。在亞洲人的眼里，去麦当劳消费的不仅仅是食物，更重要的是消费干净整洁又舒适的空间，因此亚洲的消费者在快餐店逗留的时间普遍比欧美為長。麦当劳因此亦选择利用这种空间需要创造出一种公众形象，店內職員不仅不驱赶那些消费很少（甚至沒有消費）而佔用时间很长的人士，而且尽量为他們提供私人的空间。也就是在这种模式下，东亚的露宿者將不会赶人、24小時營業的麦当劳当作长期寄宿的选择，形成了独特的麦难民现象。

## 各地的麥難民

### 中国大陆
由于麦当劳各店一般都是24小时营业，因此會吸引大量流浪漢前来过夜。此举在中国内地受到好评，目前未有證據顯示麥當勞有大量「流浪漢」；深夜光顧的人多為年輕人、下班白領或是需要通宵工作的人（如備考生、程序員）。

### 日本
麥難民一詞源於日本，在2007年開始出現於24小時營業的麥當勞，他們一般象徵性地購買了一杯咖啡之後，就以顧客身份在餐廳內留宿過夜。根據新聞報導，現時日本每家24小時營業滯留的麥難民一般會有10名左右。為阻止更多這類麥難民出現，現時快餐店一般會在凌晨2時到4時準備迎接第一批客人時進行清潔，以便委婉的驅趕這些難民，通常這些難民都會在此時轉戰網咖或是車站直到早上。

### 香港
香港麥當勞自設立24小時營業的分店後，便有人以其為棲身之所，包括位於佐敦道、荃灣街市街、旺角西洋菜街和尖沙咀金馬倫道的分店等，起初以露宿者為主，情況受到各區區議員關注。
但自2006年起，隨著更多的香港麥當勞餐廳改為24小時營業，加上房屋短缺問題日益嚴重，越來越多人因為各種原因，而成為逗留於24小時營業麥當勞快餐店的麥難民。這些香港的麥難民有男有女，有人因為付不起租金，或是為了節省交通費，每當踏入凌晨，便會不約而同到麥當勞借宿一宵。有的甚至相約帶備手提電腦或PSP或NDS等遊戲機，在餐廳內通宵玩電子遊戲；這些人亦被稱為「麥玩家」（McGamers）。這與日本的情況有所不同。
2015年10月初，一名老婦在牛池灣坪石邨麥當勞內暴斃，麥難民問題引起社會關注。
根據香港城市大學聯同四個社區組織、其他四家大學合辦的「全港無家者人口統計行動2015」，香港共有256名24小時快餐店無家者，佔全港無家者15.9%，較2013年的57名大增。其餘無家者是露宿者和臨時收容中心與單身人士宿舍居民。
香港社區組織協會所進行的「廿四小時快餐店無家者研究2018」，發現有384名缺乏安定或永久居所的無家者棲身於24小時營業快餐店，人數比之前調查再增加，當中89%為男性，地區分佈集中油尖旺及深水埗等。他們選擇在這些地方度宿的原因包括租金太貴、因失業而沒法找尋住宿、節省金錢和「劏房居住環境太惡劣」。
太平山青年商會所作的「守望者－香港快餐店夜宿者調查研究」發現334名無家者棲於116間24小時營業麥當勞，並成功訪問當中56人，發現平均年齡為53.4歲，當中約71%其實有實際居所，包括公屋和劏房等。其淪為麥難民的原因多樣，最主要原因是節省開支如電費、冷氣費和租金；其次是舒適度和與家人關係不佳或遭受家暴致不願回家，其他原因包括節省交通費和上班來回時間等。調查認為麥難民問題並非單一房屋議題，亦因家庭問題和在職貧窮所致。
藝術家馬玉江用一年時間，到麥當勞觀察麥難民，並把其消費的收據收集起來，並於2018年開辦名為《夜未央》的展覽。接受訪問時表示自己也曾試過因失眠而流連街上，卻在麥當勞中找到熟悉感和安全感的日子，希望展覽能讓更多人正視麥難民這問題。2018年10月，香港首部以麥難民為主題的電影《麥路人》開拍，於2019年10月29日上畫。
2020年3月24日，因應2019冠狀病毒病香港疫情加劇香港麥當勞宣佈自3月25日起所有分店在晚上6時後不設堂食，為期14日，在此期間麥難民將不能在店內留宿。
2020年7月15日，因應2019冠狀病毒病香港疫情加劇，政府實施禁堂食令，香港麥當勞宣布自7月15日起晚上6時至翌日5時禁止堂食，直至另行通知，在此期間麥難民將不能在店內留宿。

### 韓國
近年因為經濟因素，韓國也開始出現了麥難民的現象，其中以首爾的麥難民人數最多。

### 台灣
台灣雖有24小時營業的速食店，但仍以滲透率高的便利商店較受難民歡迎。

## 外部連結
- 特寫：香港「麥難民」現象 - BBC News 中文 （页面存档备份，存于）